# Yoshiyuki Kobayashi
Yoshiyuki Kobayashi (小林 慶行, Kobayashi Yoshiyuki) est un footballeur japonais né le 27 janvier 1978. Il évolue au poste de milieu de terrain.

## Palmarès
- Vainqueur de la Coupe du Japon en 2004 avec le Tokyo Verdy
- Vainqueur de la Supercoupe du Japon en 2005 avec le Tokyo Verdy